# Frank Donovan
Francis James Donovan, detto Frank (Pembroke, 26 febbraio 1919 – Pembroke, 17 aprile 2003), è stato un calciatore gallese, di ruolo attaccante.

## Carriera

### Nazionale
Venne convocato nella Nazionale britannica che partecipò ai Giochi olimpici del 1948, disputò due dei quattro incontri giocati dalla sua Nazionale in quell'edizione.